# 朱悦烯
永川庄简王朱悦烯（1407年10月25日—1460年），明朝蜀献王朱椿庶六子。

## 生平
永乐二十二年（1424年）十月，受封永川王。宣德二年（1427年）四月，明宣宗命行在吏部右侍郎黃宗載、兵科都給事中徐初為正副使，持節冊中兵馬副指揮何瑄的女儿為永川王妃。六年（1431年）三月，宣宗給蜀府保寧、永川、羅江三王歲祿各二千石，于四川布政同附近府州縣米鈔各半支用。
天顺四年（1460年），朱悦烯薨，朝廷赐谥庄简。何妃亦于同日自尽，谥贞顺。两人葬于今彭州市通济镇崇德村大隋山。因其独子朱友埐早逝，永川国除封。

## 家庭
- 贞顺王妃何氏
  - 庶长子朱友埐，正统六年（1441年）十二月赐名，[8]受封永川长子，未袭封去世。
  - 庶长女新都縣主（1458年10月28日-1481年7月22日），痼疾未婚，因蜀惠王朱申凿请求赏赐赡养终身，成化十六年（1480年）四月，获米每年二百石。1481年逝世，葬于今彭州市麗春鎮瓦子山。[7][9]